# بافل مارينوف
بافل مارينوف (بالبلغارية: Павел Маринов)‏ مواليد 12 يونيو 1988 في صوفيا، هو لاعب كرة سلة بلغاري. بدأ مسيرته الاحترافية في سنة 2007. يحمل الرقم 10. لعب مع نادي أكاديميك لكرة السلة في الدوري البلغاري الوطني لكرة السلة ونادي بيتيشت لكرة السلة في الدوري الروماني لكرة السلة.

## روابط خارجية
- بافل مارينوف على موقع الاتحاد الدولي لكرة السلة (الإنجليزية)
- بافل مارينوف على موقع كرة السلة الأوروبية.كوم (الإنجليزية)
- بافل مارينوف على موقع ريلجم (الإنجليزية)
- بافل مارينوف على موقع بروبوليرز (الإنجليزية)
- بافل مارينوف على موقع سبورتس رفرنس (الإنجليزية)